# 1834 aux échecs
| Années des échecs : 1831 - 1832 - 1833 - 1834 - 1835 - 1836 - 1837    |
| Décennies des échecs : 1800 - 1810 - 1820 - 1830 - 1840 - 1850 - 1860 |

Cet article présente les faits marquants de l'année 1834 aux échecs.

## Événements majeurs
Match d'échecs La Bourdonnais - McDonnell au Westminster Club de Londres, considéré comme un championnat du monde avant la lettre. Le Français s’impose au terme de six matchs, pour un total de 85 parties.

## Divers
- Match par correspondance entre le Cercle d’échecs de La Régence et le Westminster Club de Londres. À la première table, les Anglais jouent « e4 » avec les Blancs. Le joueur parisien répond par « e6 », et gagne la partie en 30 coups sur une variante d’échanges. Cette défense restera dans la postérité sous le nom de défense française[1].